# Кару
Кару̀ (на италиански: Carrù; на пиемонтски: Carü, Карю) е малко градче и община в Северна Италия, провинция Кунео, регион Пиемонт. Разположено е на 365 m надморска височина. Населението на общината е 4416 души (към 2010 г.).